# Manic Depression
Manic Depression – nieoficjalne DVD biograficzne zespołu rockowego Muse, wydane w kwietniu 2005 roku. Zespół nie był w żaden sposób powiązany z projektem, oraz nie aprobował tego wydania. Kolejne DVD, oficjalne, Absolution Tour, zostało wydane w grudniu tego samego roku.